# 薩摩久木野駅
薩摩久木野駅（さつまくきのえき）は、かつて鹿児島県加世田市（現・南さつま市）にあった鹿児島交通枕崎線（南薩鉄道）の駅（廃駅）である。

## 歴史
- 1931年（昭和6年）3月10日：枕崎線の枕崎延伸と同時に開業。
- 1953年（昭和28年）6月25日：無人駅化。
- 1984年（昭和59年）3月17日：同線廃線と共に廃止。

## 廃止後の現状
2009年（平成21年）5月現在、跡地に南さつま市立久木野小学校の看板が立っていたが、同校は統廃合のため2014年度をもって閉校した。この時は築堤を確認することができた。

## 隣の駅
鹿児島交通（南薩鉄道）
枕崎線
上津貫駅 - 薩摩久木野駅 - 金山駅